# 蘭氏細歧鬚鱨
蘭氏細歧鬚鱨，為輻鰭魚綱鯰形目倒立鯰科細歧鬚鱨屬的其中一種，該物種分布於非洲剛果民主共和國，體長可達3.5公分，棲息在底層水域。